# Filippo Scerra
Filippo Scerra (Catania, 25 marzo 1978) è un politico italiano.

## Biografia
Nato il 25 marzo 1978 a Catania, si è laureato in ingegneria chimica con 110/110, ha svolto la professione di ingegnere industriale e gestionale dal 2005 fino alla sua elezione a Montecitorio nel 2018.
Ha seguito le iniziative politiche di Beppe Grillo fin dal 2007, e agli inizi del 2012 inizia ad interessarsi al Movimento 5 Stelle (M5S), divenendo nello stesso anno, dopo le elezioni regionali in Sicilia, attivista, frequentando i meetup.
Alle elezioni politiche del 2018 viene candidato alla Camera dei deputati, tra le liste del M5S nel collegio plurinominale 03 della circoscrizione Sicilia 2, risultando eletto deputato. Nella XVIII legislatura della Repubblica è stato vice-presidente del gruppo parlamentare Movimento 5 Stelle, componente e capogruppo del M5S nella 14ª Commissione Politiche dell'Unione Europea, membro della 6ª Commissione Finanze, in sostituzione del Ministro per i rapporti col Parlamento Federico D'Incà prima e della viceministra al MEF Laura Castelli poi, e della delegazione Italiana presso l'assemblea parlamentare del Consiglio d'Europa.
L'11 dicembre 2021 viene nominato membro del Comitato per i rapporti europei e internazionali del Movimento 5 Stelle, facendo parte della nuova struttura organizzativa ideata da Giuseppe Conte.
Alle elezioni politiche anticipate del 25 settembre 2022 viene ricandidato alla Camera, come capolista del Movimento 5 Stelle nel collegio plurinominale Sicilia 2 - 03, venendo rieletto deputato. Il 19 ottobre viene eletto come uno dei tre questori della Camera.